# Don't Close Your Eyes
 (signalé en août 2025).
Si vous disposez d'ouvrages ou d'articles de référence ou si vous connaissez des sites web de qualité traitant du thème abordé ici, merci de compléter l'article en donnant les références utiles à sa vérifiabilité et en les liant à la section « Notes et références ».
- Archive Wikiwix
- Bing
- Cairn
- DuckDuckGo
- E. Universalis
- Gallica
- Google
- G. Books
- G. News
- G. Scholar
- Persée
- Qwant
- (zh) Baidu
- (ru) Yandex
- (wd) trouver des œuvres sur Wikidata

Don't Close Your Eyes (Ne ferme pas les yeux) est la chanson de l'artiste slovaque Max Jason Mai qui représente la Slovaquie au Concours Eurovision de la chanson 2012 à Bakou, en Azerbaïdjan.

## Eurovision 2012
La chanson est présentée le 7 mars 2012 à la suite d'une sélection interne.
Elle participe à la seconde demi-finale du Concours Eurovision de la chanson 2012, le 24 mai où elle se classe en 18e et dernière place et ne se qualifie pas pour la finale.